# 小迪布羅瓦
49°42′25″N 23°16′51″E / 49.70694°N 23.28083°E
小迪布羅瓦（烏克蘭語：Мала Діброва），是烏克蘭的村庄，位於該國西部利沃夫州，由亞沃里夫區蘇多瓦維什尼亞市鎮負責管轄，始建於1946年，面積0.29平方公里，海拔高度282米，2023年人口11。